# Eerst mijn fiets terug
Eerst mijn fiets terug is een uitspraak in Nederland, verwijzend naar beslagname van fietsen in Nederland in de Tweede Wereldoorlog door de Duitse bezetter. Het gold in de eerste twee naoorlogse decennia als een uiting van anti-Duits sentiment. Daarna verwerd het steeds meer tot een ironiserende grap.

## Geschiedenis
De uitspraak verwijst met name naar de toestand van juli 1942, toen het Duitse bezettingsleger – met hulp van de Nederlandse collaborateurs, vooral de NSB – ongeveer 100.000 fietsen van Nederlandse burgers confisqueerde, waar soms wel voor betaald werd. Slechts 2% van de fietsen werd zonder pardon ingenomen. Alleen gemeenten met een inwoneraantal van meer dan 10.000 personen moesten gehoor geven aan het bevel. Een andere nuance is dat niet enkel fietsen werden gevorderd; klokken, gebouwen, auto's, radiotoestellen, koper en zelfs paarden werden ingenomen. In Nederland werd uiteindelijk niet meer dan één op de vijftig fietsen in beslag genomen; door de dreiging van verlies werd in de herinnering de inbeslagname echter als iets ingrijpenders gevoeld.

## Gebruik van de uitspraak
De eerste jaren na de bevrijding werd de zinsnede gebruikt bij wijze van een wens naar genoegdoening ofwel een 'herstelbetaling'. Nederlanders verwachtten van Duitsers een schuldbewuste houding. In de jaren zestig werd de leus bijvoorbeeld ook gebruikt door Provo tijdens het huwelijk van prinses Beatrix en de Duitse Claus.
Sinds de jaren zeventig vond er een normaliseringsproces plaats, waarbij de uitspraak zijn scherpe randjes verloor. In de media werd het vanaf de jaren negentig vooral gebruikt als zelfspot, een luchtige terugkijk op hoe men eerder naar de oorlog keek. Aan Duitse zijde leek de frase juist steeds meer verspreiding te vinden. Duitse kunstenaar Andi Elsner kondigde bijvoorbeeld in 1995 aan dat hij 50 opgeknapte fietsen wilde aanbieden aan Amsterdamse voorbijgangers.